# Thomas Gleb
 (mai 2020).
Si vous disposez d'ouvrages ou d'articles de référence ou si vous connaissez des sites web de qualité traitant du thème abordé ici, merci de compléter l'article en donnant les références utiles à sa vérifiabilité et en les liant à la section « Notes et références ».
Thomas Gleb, pseudonyme de Yehouda Chaim Kalman, né le 5 décembre 1912 à Zelów (Pologne) et mort le 7 août 1991 à Angers est un peintre, sculpteur et tapissier français d'origine polonaise.

## Biographie

### Jeunesse polonaise
Yehouda Chaim Kalman naît le 5 décembre 1912 à Zelów, petite ville du sud ouest de Łódź, au centre de la Pologne. Il est le second enfant d'une famille de cinq. Son père, Moïse Kalman, est tisserand. Sa mère se nomme Rebecca Laskier.
En 1917, il entre à l'école primaire, le kheder (littéralement en yiddish « la pièce »), où il apprend l'hébreu et se familiarise avec la Bible. « J'appris la Torah. J'appris les Dix Commandements qui devinrent, après cinquante ans de gestation, une source d'inspiration : tu y trouveras des traces de mes sentiers qui mènent à la source, à un commencement[réf. nécessaire]. »
À partir de 1922, il pratique différents petits métiers : graveur de tampons, vendeur d'eau et de petits pains et dessine en cachette. Il est tisserand en 1925. En 1926, il devient élève de Jozef Mitler (1895-1939) à Łódź, où il apprend le dessin réaliste.
Il commence une véritable activité artistique en 1929 et entre à l'atelier Start à Łódź où il dessine des modèles d'après nature et aborde la peinture à l'huile (portraits, natures mortes).

### En France
Il poursuit ses recherches picturales à Paris en 1932 et considère le peintre Arthur Rennert comme son maître. Pratiquant des petits métiers, il est retoucheur de portraits photographiques, décorateur de soldats de plomb et décorateur. Il adopte le pseudonyme de « Thomas Gleb », à la suite d’un article sur la « glèbe », paru sur sa peinture. « Mon surnom est Thomas car je n’ai pas cru, Gleb c’est un nom… »
En 1935 a lieu sa première exposition, dans son atelier, rue de la Chine dans le 20e arrondissement de Paris avec le photographe Władysław Sławny. Lors de cours du soir de français, rue de Paradis, il rencontre sa future femme, Malka Tetelbaum, dite Maria, née en 1910 à Biała Podlaska. Ils se marient à la mairie du 10e arrondissement en 1939. Il part à pied voir l’exposition Rembrandt à Amsterdam, se fixe quelque temps à Bruxelles où il rencontre le metteur en scène Fernand Piette, exécute des décors et des costumes. De retour à Paris, il continue cette activité et réalise 17 décors pour le théâtre PIAT jusqu’en 1939.
Il expose au Salon d'automne de 1938 à Paris.

#### Seconde Guerre mondiale
En 1939, lorsqu'éclate la Seconde Guerre mondiale, il s’engage dans les régiments de marche des volontaires étrangers,,. Les pertes s’élèvent à 50 % des combattants. La démobilisation a lieu à Toulouse le 9 juillet 1940.
Son atelier est saisi en 1940 et pillé par les Allemands. Il s’installe au 15, rue des Beaux-Arts, à Paris. Il entre dans le groupe de résistance juive « Solidarité » (mené par Félix Guterman) sous le pseudonyme de Raymond Thomas. Il illustre des tracts.
Sa fille aînée Yolanda voit le jour en 1941.
Il se réfugie avec sa famille à Grenoble en 1943 et fait deux expositions sous son nom de résistant à la galerie Répellin.
Il se lie d’amitié avec Andry-Farcy (le conservateur du musée de Grenoble), Séverac, Verbanesco et Émile Gilioli (1911-1977) l'un des chefs de file de l'abstraction dans la sculpture française des années 1950 aux côtés de Constantin Brancusi et de Jean Arp.
Arrêté par la Gestapo le 8 juillet 1944, il est transféré à Lyon à la prison Montluc, puis à la prison Saint-Paul. Déporté le 11 août en direction de l’Allemagne, il réussit à se glisser hors du train à Serocourt dans les Vosges au sud de Nancy. Il se cache près de Serocourt jusqu’à l’arrivée de la division Leclerc et des Américains qui ont décidé de reprendre Épinal « en  tenailles ». Nancy et Épinal sont libérées le 15 septembre 1944 par le général Patton. L'atelier de Grenoble est pillé et saisi par les Allemands.

#### Après-guerre
Son fils Jean naît le 20 juillet 1945, la famille revient à Paris. Il expose à Lyon à la galerie Folklore.
Thomas Gleb obtient le premier prix pour une peinture murale au club de la jeunesse polonaise à Paris en 1947.
Il fait la connaissance de Fernand Léger en 1948.
Il remporte un prix au concours international de Varsovie de 1949 pour son affiche Ghetto. S'ensuivent de nombreuses expositions à Paris.

### Bref retour en Pologne
Thomas Gleb se lie d'amitié avec le poète François Dodat et rencontre Jean Cassou, alors conservateur du musée d'Art moderne de Paris, en 1950. Il expose à Tunis et s'installe avec sa famille à Varsovie.
Il perd sa fille Yolanda des suites d'une opération chirurgicale de l'appendicite en 1951.
Durant sa période polonaise de 1950 à 1957, il développe un style réaliste, inspiré de son enfance, avec des sujets ruraux et paysans.
Il développe le Cycle du Coq jusqu'en 1955 et le Cycle du Cirque jusqu'en 1957.
Grâce à son statut d'artiste « officiel », il voyage en Tchécoslovaquie, Hongrie, Roumanie, Bulgarie, RDA et en Islande en 1956 au titre des relations polono-islandaises[Quoi ?].
Il reçoit un prix pour de la céramique et réalise une trentaine de pièce. Il se dit tenté par l'abstraction.

### Retour en France, la tapisserie
En 1957, Thomas Gleb revient précipitamment (et définitivement) en France pour fuir le régime communiste polonais devenu trop oppressant. La famille s'installe à Millemont, près de Paris.
Il rencontre Marc Chagall et participe à l'exposition des peintres juifs de France à Paris. Il commence une série de tableaux sur les douze tribus d'Israël.
Il se lie d'amitié avec Waldemar-George et Daniel-Henry Kahnweiler. Il participe à la Biennale de Paris[Quand ?].
De 1960 à 1963, Thomas Gleb travaille au Centre culturel de l'abbaye de Royaumont. Il découvre la tapisserie et en réalise trois issues de la série des douze tribus d'Israël : Joseph, Joséphite et Benjamin.
En 1961, le musée des Beaux-Arts de Nantes lui achète deux œuvres.
Il expose à Tel Aviv en 1963. Au cours de cette période, il enrichit sa culture hébraïque.
Il poursuit une collaboration avec l'atelier de Saint-Cyr de 1964 à 1970 : Pierre Daquin interprète ses papiers déchirés et ils créent ensemble la série de tapisseries Blanc sur Blanc.
Il réaménage l'oratoire de l'hôtellerie de la Sainte-Baume à la demande du père Philippe Maillard en 1969.
En 1970, l'architecte Jean Willerval lui commande la tapisserie La Joie (70 m2) pour le siège social de la société Pernod Ricard à Créteil.
En 1971, il travaille pour un projet de couvent à Saint-Mathieu-de-Tréviers près de Montpellier avec l'architecte Geneviève Colboc, dont les travaux prennent fin en 1976.
Il collabore avec l'atelier de tapisserie Legoueix à Aubusson.
La communauté urbaine de Bordeaux lui commande la tapisserie monumentale Bord'Eaux en 1978.
En 1979, il expose à la chapelle du carmel de Niort et au lieu cultuel de la rue Amyot à Paris. Il conçoit une tapisserie pour l'UFR de pharmacie et une décoration pour la cité scolaire Jolimont de Toulouse.
Il obtient le grand prix national de tapisserie en 1980.
En 1990, il fait don d'une partie de son œuvre à la ville d'Angers. Françoise de Loisy, conservateur du musée Jean-Lurçat et de la Tapisserie contemporaine, installe une rétrospective complète de ses œuvres dans cinq salles d'exposition permanente.

### Décoration
- 1966 : chevalier des Arts et des Lettres

## Expositions
Dans les années 1960, il expose aux Pays-Bas, en Suède au musée des Beaux-Arts de Göteborg, au musée d'Art moderne de la ville de Paris, aux États-Unis, en Yougoslavie, en Australie et à Montréal.
Un circuit d'expositions en Afrique est organisé par le ministère des Affaires étrangères en 1972 au Dahomey, au Togo, au Nigeria, au Ghana, en Zambie et à Madagascar en 1973.
Il expose ensuite en Grèce, en Éthiopie, en Turquie et en Islande en 1974, à Djibouti en 1977, au Pakistan, en Arabie saoudite, en Syrie, au Koweït, en Jordanie et aux Émirats arabes unis.
- 1990 : « Thomas Gleb, un homme d'éternité », galerie Atelier Lambert[7]

- 2012 :
  - « En signe de vie », avec des œuvres de Thomas Gleb, Georges Jeanclos et Max Wechsler, Paray-le-Monial, musée du Hiéron[8]
  - « Sacré Blanc ! Hommage à Thomas Gleb », Angers, musée Jean-Lurçat et de la Tapisserie contemporaine[9] (catalogue)

## Œuvres dans les collections publiques
- Angers, musée Jean-Lurçat et de la tapisserie contemporaine.
- Aubusson, musée départemental de la tapisserie, auj. Cité internationale de la tapisserie.
- Paray-le-Monial, musée du Hiéron : Le Signe, autrefois dans le chœur du carmel de Niort.
- Paris :
  - manufacture des Gobelins ;
  - musée national d'Art moderne.
- Plan-d'Aups-Sainte-Baume, hôtellerie de la Sainte-Baume.
- Saint-Mathieu-de-Tréviers.
- Ussel, musée du pays d'Ussel, Les Noces de l'Agneau (1980)[10].